# Жербо, Кейт
Кейт Жербо (урожденная Сандерсон ; родилась 9 августа 1968 года в Саттон-Колдфилде, Бирмингем) — английская телеведущая и журналист.

## Образование
Окончила Бристольский университет со степенью бакалавра французского и немецкого языков.

## Карьера
Свою телевизионную карьеру начала в качестве ведущей на HTV West. С 1997 по 2001 год представляла Newsround, после чего перешла в компанию Watchdog. Ронни Анкона исполнила её роль в сериале «Большое впечатление». Покинула Watchdog в 2004 году. Некоторое время была диктором новостей на BBC Breakfast, а также читала новости на Breakfast with Frost. Представила шоу CBBC «Against All Odds», которое, как и шоу BBC One «999», показывало реконструкции реальных чрезвычайных ситуаций и давало советы по оказанию первой помощи.
В декабре 2004 года присоединилась к каналу Five и стала со-представителем двухчасового фильма «Golden Mummy Tomb Opening Live» с Ги де ла Бедуайером из Бахарии в западной пустыне Египта с участием египетского археолога Захи Хавасса.
В феврале 2010 года Кейт стала ведущей вечерней программы новостей British Forces News на канале BFBS TV.
С марта 2023 года является ведущей программы Frontline на Times Radio, а также на его YouTube- канале.

## Личная жизнь
В 2005 году вышла замуж за предпринимателя Пьера-Ива Жербо. У них есть дочь Хлоя Жербо. 